# 아자우

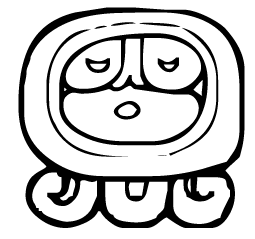
표어문자 마야력 주기인 아자우의 20번째 명명일에 대한 촐킨 로고그램(이 버전은 많은 기념비적 비문의 전형이다.)

아자우(Ajaw) 또는 아하우(Ahau)/ɑːˈxaʊ/는 콜럼버스 이전 시대 마야 문명권 귀족의 칭호이다. 또한 마야의 점술 역법인 촐킨의 20일째 날의 이름이기도 하며, 통치자의 카툰으로 끝나는 의식이 내려지는 날이다.

## 배경
이 단어는 콜럼버스 이전 시대에 사용된 마야어(예: 고전 마야)와 동시대의 후손 언어(약간의 변형이 관찰될 수 있음) 모두에서 관찰된다. "아자우"는 1994년 과테말라의 Academia de Lenguas Mayas에 의해 제안된 마야 철자법의 표준 개정판에서 현대화된 철자법으로 현재 마야학자들이 널리 채택하고 있다. 이 표준화 이전에는 스페인어 필사본(지금은 현대화된 스타일)에서 16세기 유카텍 마야어의 철자를 따른 "아후"로 더 일반적으로 작성되었다.
마야 문자에서 아자우라는 단어의 표현은 로고그램 또는 음절 철자일 수 있다. 두 경우 모두 꽤 많은 글리프 변형이 알려져 있다. 당연히 자의 그림이 더 추상적인 요일 표시를 대신하기도 한다.

## 의미
아자우는 특정 정치에서 귀족의 주요 계급을 나타낸다. 이는 한 개인에 국한되지 않고 개인에 따라 '지도자', '지배자', '영주', '왕', '왕후' 등 다양한 의미로 해석된다. 아자우는 종교 활동을 수행했기 때문에 마야 사제직의 일원이기도 하다. 변형된 쿨후 아자우("신성한 군주")는 정치의 주권적인 지도자를 나타내지만, 아자우가 통제하는 영토와 영향력의 범위는 상당히 다양하며, 쿨후 아자우는 이론적으로 대군주를 인정한 사람에게도 적용될 수 있다. 코바의 카위일 아자우(640-681)와 같은 여성 통치자에게 칭호가 주어졌을 때, 이 용어는 때때로 그들의 성별을 나타내기 위해 기호 Ix("여자")를 접두사로 붙였다.

## 초창기의 증거
오늘날 과테말라에 위치한 고전적인 마야 도시인 홀물(Holmul)과 관련된 K'o의 고고학 유적지는 가장 오래된 마야 통치자의 왕실 무덤으로 추정되며, 이 무덤은 기원전 350-300년으로 거슬러 올라간다. 여기에는 마야 저지대에 턱뼈가 설립되었다는 최초의 증거가 포함되어 있다.

## 같이 보기
- 할라크 우이닉

## 참고 문헌
- Kettunen, Harri; Christophe Helmke (2005). 《Introduction to Maya Hieroglyphs》. Wayeb and Leiden University. 2007년 6월 17일에 원본 문서 (PDF)에서 보존된 문서. 2007년 5월 8일에 확인함.
- Montgomery, John; Peter Mathews; Christophe Helmke (2002–2007). “Dictionary of Maya Hieroglyphs”. 《Maya Hieroglyphic writing: Dictionaries》. Foundation for the Advancement of Mesoamerican Studies, Inc (FAMSI). 2007년 6월 7일에 원본 문서 (online version)에서 보존된 문서. 2007년 5월 8일에 확인함.
- Osborne, Deborah (1994–95). “The History of the Transcription of the Mayan Languages” (PDF). 《Amerindia, Revue d'Ethnolinguistique amérindienne》. 19-20: 435–442. ISSN 0221-8852. 2006년 11월 19일에 원본 문서 (PDF)에서 보존된 문서. 2007년 5월 8일에 확인함.
- Thomas, Cyrus (1897). 〈Day Symbols of the Maya Year〉.   J. W. Powell. 《Sixteenth Annual Report of the Bureau of American Ethnology to the Secretary of the Smithsonian Institution, 1894–1895》. 《Project Gutenberg》 (Washington DC: Bureau of American Ethnology, Smithsonian Institution; U.S. Government Printing Office). 199–266쪽. OCLC 14963920. 2021년 8월 11일에 원본 문서에서 보존된 문서. 2021년 8월 11일에 확인함.